# مات ويستون
مات ويستون (بالإنجليزية: Matt Weston)‏ هو مدرب كرة قدم ولاعب كرة قدم بريطاني، ولد في 5 نوفمبر 1975 في سالفورد ‏ في المملكة المتحدة. لعب مع إيبسويتش تاون وستوكبورت كونتي ونادي اتحاد مانشستر.